# Lista mănăstirilor din România
| Mănăstirea                                              | Anul înființării  | Județ                   | Note |
| ------------------------------------------------------- | ----------------- | ----------------------- | --- |
| Mănăstirea 23 August                                    | 2003              | județul Constanța       | |
| Mănăstirea Adam                                         | 1652              | județul Galați          | |
| Mănăstirea Adămești                                     | 1991              | județul Teleorman       | |
| Mănăstirea Adormirea Maicii Domnului din Munții Leaota  | 1998              | județul Dâmbovița       | |
| Mănăstirea Afteia                                       | 1479              | județul Alba            | |
| Mănăstirea Agafton                                      | 1740              | județul Botoșani        | |
| Mănăstirea Agapia                                       | 1641              | județul Neamț           | |
| Mănăstirea Almaș                                        | 1715              | județul Neamț           | |
| Mănăstirea Aninoasa                                     | 1677              | județul Argeș           | |
| Mănăstirea Antim                                        | 1715              | municipiul București    | |
| Mănăstirea Apostolache                                  | 1595              | județul Prahova         | |
| Mănăstirea Arad-Gai                                     | 1762              | județul Arad            | |
| Mănăstirea Arnota                                       | 1634              | județul Vâlcea          | |
| Mănăstirea Aroneanu                                     | 1594              | județul Iași            | devenită biserica parohială din 1863 |
| Mănăstirea Baia de Aramă                                | 1699              | județul Mehedinți       | |
| Mănăstirea Siliștea-Gumești                             | 1998              | județul Teleorman       | |
| Mănăstirea Balaciu                                      | 1750              | județul Ialomița        | |
| Mănăstirea Barbu                                        | 1668              | județul Buzău           | |
| Mănăstirea Bascovele                                    | 1695              | județul Argeș           | |
| Mănăstirea Baziaș                                       | secolul XVII      | județul Caraș-Severin   | |
| Mănăstirea Băișoara                                     | 1991              | județul Cluj            | |
| Mănăstirea Bâldana                                      | 1827              | județul Dâmbovița       | |
| Mănăstirea Bârnova                                      | secolul XVII      | județul Iași            | |
| Mănăstirea Bârsana                                      | 1761              | județul Maramureș       | |
| Mănăstirea Berislăvești                                 | 1753              | județul Vâlcea          | |
| Mănăstirea Berzunți                                     |                   | județul Bacău           | |
| Mănăstirea Bezdin                                       | 1539              | județul Arad            | |
| Mănăstirea Bic                                          | 1994              | județul Sălaj           | |
| Mănăstirea Bisericani                                   | 1517              | județul Neamț           | |
| Mănăstirea Bistrița (județul Neamț)                     | 1400              | județul Neamț           | |
| Mănăstirea Bistrița (județul Vâlcea)                    | 1492              | județul Vâlcea          | |
| Mănăstirea Bixad                                        | 1689              | județul Satu Mare       | greco-catolică până în 1948, ortodoxă din 1980, restituită greco-catolicilor în 2013, însă sentința definitivă și irevocabilă nu a fost pusă în aplicare. |
| Mănăstirea Bodești                                      |                   | județul Neamț           | |
| Mănăstirea Bogâltin                                     | 1949              | județul Caraș-Severin   | |
| Mănăstirea Bogdana (județul Bacău)                      | 1670              | județul Bacău           | |
| Mănăstirea Bogdana                                      | 1360              | județul Suceava         | |
| Mănăstirea Bogdănești                                   |                   | județul Suceava         | |
| Mănăstirea Bogdănița                                    | 1844              | județul Vaslui          | |
| Mănăstirea Boureni                                      | 1352              | județul Iași            | |
| Mănăstirea Bradu                                        | 1632              | județul Buzău           | |
| Mănăstirea Brazi                                        | secolul XVII      | județul Vrancea         | |
| Mănăstirea Brădățel                                     |                   | județul Suceava         | |
| Mănăstirea Brădițel                                     |                   | județul Neamț           | Stil vechi. |
| Mănăstirea Brădicești                                   | 1691              | județul Iași            | |
| Mănăstirea Brâncoveni                                   | 1699              | județul Olt             | |
| Mănăstirea Breaza                                       | 1959              | județul Maramureș       | |
| Mănăstirea Brebu                                        |                   | județul Prahova         | |
| Mănăstirea Broșteni                                     |                   | județul Suceava         | |
| Mănăstirea Bucium (județul Brașov)                      | 1737              | județul Brașov          | |
| Mănăstirea Bucium (județul Iași)                        | 1853              | județul Iași            | |
| Mănăstirea Buciumeni (Galați)                           | 1700              | județul Galați          | |
| Mănăstirea Buciumeni din Fălticeni                      | 1705              | județul Suceava         | |
| Mănăstirea Bucovăț                                      | 1572              | județul Dolj            | |
| Mănăstirea Bucovățu Vechi (Mănăstirea Coșuna)           | 1483              | județul Dolj            | |
| Mănăstirea Buhalnița                                    |                   | județul Neamț           | |
| Mănăstirea Bujoreni                                     | 1840              | județul Vaslui          | |
| Mănăstirea Buluc                                        | 1779              | județul Vrancea         | |
| Mănăstirea Bunea                                        | 1654              | județul Dâmbovița       | |
| Mănăstirea Calapodești                                  | 1997              | județul Bacău           | Ortodoxă, română, cu viață de obște. |
| Mănăstirea Capucină din Oradea                          | 1734-1742         | județul Bihor           | |
| Mănăstirea Caraclău                                     | 2000              | județul Bacău           | Ortodoxă, română, cu viață de obște. |
| Mănăstirea Caraiman                                     |                   | județul Prahova         | |
| Mănăstirea Catolică Maica Unității                      |                   | județul Neamț           | |
| Mănăstirea Catrinari                                    |                   | județul Suceava         | |
| Mănăstirea Căldărușani                                  | 1638              | județul Ilfov           | |
| Mănăstirea Călugăra                                     | 1859              | județul Caraș-Severin   | Ortodoxă, română, cu viață de obște. |
| Mănăstirea Călui                                        | 1516              | județul Olt             | |
| Mănăstirea Cămărășeasca                                 |                   | județul Gorj            | |
| Mănăstirea Cămârzani                                    | 1863              | județul Suceava         | |
| Mănăstirea Cășiel-Strâmbu                               | 1765              | județul Cluj            | |
| Mănăstirea Cârcea                                       | 1990              | județul Dolj            | |
| Mănăstirea Cârlomănești                                 |                   | județul Galați          | |
| Mănăstirea Cârnu                                        | 1546              | județul Buzău           | |
| Mănăstirea Cârța                                        | 1202              | județul Sibiu           | ruină; o capelă funcționează drept biserică a parohiei evanghelice (săsească).                                                                            |
| Mănăstirea Cârțișoara                                   | 1400              | județul Sibiu           | |
| Mănăstirea Ceahlău                                      | 1993              | județul Neamț           | |
| Mănăstirea Cebza                                        | 1758              | județul Timiș           | |
| Mănăstirea Celic-Dere                                   | 1835              | județul Tulcea          | |
| Mănăstirea Cergău Mic                                   | secolul XVII      | județul Alba            | |
| Mănăstirea Cernica                                      | 1608              | județul Ilfov           | |
| Mănăstirea Cetatea Colț                                 | secolul XIV       | județul Hunedoara       | |
| Mănăstirea Cetățuia (județul Argeș)                     | secolul XIII      | județul Argeș           | |
| Mănăstirea Cetățuia (județul Buzău)                     | secolul XVIII     | județul Buzău           | |
| Mănăstirea Cetățuia din Iași                            | 1668              | județul Iași            | |
| Mănăstirea Cheia                                        | 1770              | județul Prahova         | |
| Mănăstirea Cheile Turzii                                |                   | județul Cluj            | |
| Mănăstirea Chiajna                                      |                   | municipiul București    | |
| Mănăstirea Chițorani                                    |                   | județul Prahova         | |
| Mănăstirea Chiroiu                                      |                   | județul Ialomița        | |
| Mănăstirea Christiana                                   |                   | municipiul București    | |
| Mănăstirea Ciocanu                                      | 1687              | județul Argeș           | |
| Mănăstirea Ciocănești                                   | 1993              | județul Suceava         | |
| Mănăstirea Ciolanu                                      | 1590              | județul Buzău           | |
| Mănăstirea Ciolpani                                     | secolul XVI       | județul Bacău           | |
| Mănăstirea Cireșoaia                                    |                   | județul Bacău           | |
| Mănăstirea Clocociov                                    | secolul XVI       | județul Olt             | |
| Mănăstirea Cobia                                        |                   | județul Dâmbovița       | |
| Mănăstirea Cocoșu                                       | 1833              | județul Tulcea          | |
| Manastirea Codreanu                                     | 2015              | judetul Bacău           | |
| Mănăstirea Colilia                                      | 2006              | județul Constanța       | Ortodoxă, română, cu viață de obște (maici). |
| Mănăstirea Comana                                       | 1461              | județul Giurgiu         | |
| Mănăstirea Podgoria Copou                               | 1638              | județul Iași            | |
| Mănăstirea Pogleț                                       |                   | județul Bacău           | |
| Mănăstirea Corbii de Piatră                             | secolul XIV       | județul Argeș           | |
| Mănăstirea Corlățeni                                    | 1936              | județul Suceava         | |
| Mănăstirea Cormaia                                      | 1636              | județul Bistrița-Năsăud | |
| Mănăstirea Cornetu                                      | 1666              | județul Vâlcea          | |
| Mănăstirea Cornu                                        |                   | județul Prahova         | |
| Mănăstirea Coșna                                        | 1929              | județul Suceava         | |
| Mănăstirea Coșoteni                                     | 1647              | județul Teleorman       | |
| Mănăstirea Coșuna                                       | -                 | județul Dolj            | |
| Mănăstirea Coșula                                       | 1535              | județul Botoșani        | |
| Mănăstirea Cotești                                      | 1750              | județul Vrancea         | |
| Mănăstirea Cotmeana                                     | 1292              | județul Argeș           | |
| Mănăstirea Cozancea                                     | secolul XVII      | județul Botoșani        | |
| Mănăstirea Cozia                                        | 1388              | județul Vâlcea          | |
| Mănăstirea Crasna (județul Gorj)                        | 1636              | județul Gorj            | |
| Mănăstirea Crasna (județul Prahova)                     | 1828              | județul Prahova         | |
| Mănăstirea Crângu                                       |                   | județul Teleorman       | |
| Mănăstirea Cricov-Sfânta Maria (Mănăstirea Jercălăi)    | 1731              | județul Prahova         | |
| Mănăstirea Crișan                                       | secolul XVII      | județul Hunedoara       | |
| Mănăstirea Curtea de Argeș                              | 1512              | județul Argeș           | |
| Mănăstirea Cusici                                       | 1225              | județul Caraș-Severin   | ruină |
| Mănăstirea Daniil Sihastru                              | 1991              | județul Suceava         | Ortodoxă, română, cu viață de obște. |
| Mănăstirea Dălhăuți                                     | 1464              | județul Vrancea         | Ortodoxă, română, cu viață de obște. |
| Mănăstirea de la Brebu                                  | secolul XVII      | județul Prahova         | |
| Mănăstirea Dealu                                        | 1499              | județul Dâmbovița       | |
| Mănăstirea Dealu Mare                                   | secolul XIX       | județul Gorj            | |
| Mănăstirea Dejani                                       | secolul XVII      | județul Brașov          | |
| Mănăstirea Deleni                                       | 2004              | județul Constanța       | |
| Mănăstirea Dervent                                      | 1936              | județul Constanța       | |
| Mănăstirea Diaconești                                   |                   | județul Bacău           | |
| Mănăstirea Dintr-un lemn                                | 1635              | județul Vâlcea          | |
| Mănăstirea Doamnei                                      | 1658              | județul Harghita        | |
| Mănăstirea Dobrești                                     | 2003              | județul Timiș           | |
| Mănăstirea Dobric                                       | 1992              | județul Bistrița-Năsăud | |
| Mănăstirea Dobrovăț                                     | 1504              | județul Iași            | |
| Mănăstirea Dobru                                        |                   | județul Neamț           | |
| Mănăstirea Dobrușa (județul Vâlcea)                     | secolul XV        | județul Vâlcea          | |
| Mănăstirea Doicești                                     | 1702              | județul Dâmbovița       | |
| Mănăstirea Dorna-Arini                                  |                   | județul Suceava         | |
| Mănăstirea Dragomirești                                 | 1927              | județul Maramureș       | |
| Mănăstirea Dragomirna                                   | 1602              | județul Suceava         | |
| Mănăstirea Dridu                                        | 1994              | județul Ialomița        | |
| Mănăstirea Dumbrava                                     |                   | județul Alba            | |
| Mănăstirea Dumbrăvele                                   | secolul XIX       | județul Neamț           | |
| Mănăstirea Durău                                        | secolul XIX       | județul Neamț           | |
| Mănăstirea Eroii Neamului Guranda                       | 1945              | județul Botoșani        | |
| Mănăstirea Făgețel                                      | 1905              | județul Harghita        | |
| Mănăstirea Fârdea                                       | 2001              | județul Timiș           | |
| Mănăstirea Fâstâci                                      | secolul XVII      | județul Vaslui          | |
| Mănăstirea Feleac                                       | 1488              | județul Cluj            | |
| Mănăstirea Feredeu                                      | secolul XVIII     | județul Arad            | |
| Mănăstirea Florești                                     | 1996              | județul Cluj            | |
| Mănăstirea Flotea                                       | secolul XX        | județul Sibiu           | |
| Mănăstirea Franciscană din Făgăraș                      | 1737              | județul Brașov          | |
| Mănăstirea Frăsinei                                     | 1710              | județul Vâlcea          | |
| Mănăstirea Frumoasa din Iași                            | 1586              | județul Iași            | |
| Mănăstirea Galata                                       | 1582              | județul Iași            | |
| Mănăstirea Găvanu                                       | 1707              | județul Buzău           | |
| Mănăstirea Ghighiu                                      | 1814              | județul Prahova         | |
| Mănăstirea Giurgeni                                     |                   | județul Neamț           | |
| Mănăstirea Glavacioc                                    | 1441              | județul Argeș           | |
| Mănăstirea Golia                                        | 1650              | județul Iași            | |
| Mănăstirea Gologanu                                     | 1934              | județul Galați          | |
| Mănăstirea Gorovei                                      | 1742              | județul Botoșani        | |
| Mănăstirea Govora                                       | 1485              | județul Vâlcea          | |
| Mănăstirea Grăjdeni                                     | 1540              | județul Vaslui          | |
| Mănăstirea Gruiul Rotund                                | 1993              | județul Maramureș       | |
| Mănăstirea Gura Motrului                                | 1653              | județul Mehedinți       | |
| Mănăstirea Gura Văii                                    | secolul XVIII     | județul Brașov          | |
| Mănăstirea Habra                                        | 1604              | județul Maramureș       | |
| Mănăstirea Hadâmbu                                      | 1659              | județul Iași            | |
| Mănăstirea Hagigadar                                    | 1512              | județul Suceava         | |
| Mănăstirea Hlincea                                      | secolul XVI       | județul Iași            | |
| Mănăstirea Hodoș-Bodrog                                 | 1177              | județul Arad            | |
| Mănăstirea Horaița                                      | 1725              | județul Neamț           | |
| Mănăstirea Horezu                                       | 1693              | județul Vâlcea          | |
| Mănăstirea Hotărani                                     | 1588              | județul Olt             | |
| Mănăstirea Humor                                        | 1530              | județul Suceava         | |
| Mănăstirea Ianculești                                   |                   | județul Prahova         | |
| Mănăstirea Icoana                                       |                   | județul Gorj            | |
| Mănăstirea Izvoru Mureșului                             |                   | județul Harghita        | |
| Mănăstirea Iezeru                                       | 1559              | județul Vâlcea          | |
| Mănăstirea Igriș                                        | 1179              | județul Timiș           | ruină (urme) |
| Mănăstirea Ionești                                      | 2000              | județul Arad            | |
| Mănăstirea Izbuc                                        | 1929              | județul Bihor           | |
| Mănăstirea Izvorul Miron                                | 1912              | județul Timiș           | |
| Mănăstirea Izvoru Poșaga                                | 1935              | județul Alba            | |
| Mănăstirea Izvorul Tămăduirii, Petrova                  |                   | județul Maramureș       | |
| Mănăstirea Izvorul Tămăduirii, Salva                    | 1994              | județul Bistrița-Năsăud | |
| Mănăstirea Întâmpinarea Domnului - Scăricica            | 2010              | județul Neamț           | |
| Mănăstirea Jgheaburi                                    | 1310              | județul Vâlcea          | |
| Mănăstirea Jitianu                                      | 1654              | județul Dolj            | |
| Mănăstirea Lacu Sărat                                   |                   | județul Brăila          | |
| Mănăstirea Lacuri                                       | 1724              | județul Iași            | |
| Mănăstirea Lainici                                      | 1817              | județul Gorj            | |
| Mănăstirea Lepșa                                        | 1936              | județul Vrancea         | |
| Mănăstirea Libertatea                                   |                   | județul Călărași        | |
| Mănăstirea Lipnița                                      | 2004              | județul Constanța       | Ortodoxă, română, cu viață de obște (maici). |
| Mănăstirea Locuri Rele                                  | 1858              | județul Gorj            | |
| Mănăstirea Logrești                                     | 1807              | județul Gorj            | |
| Mănăstirea Luncanii de Sus                              | 2001              | județul Timiș           | |
| Mănăstirea Lupșa                                        | 1429              | județul Alba            | |
| Mănăstirea Maglavit                                     | 1935              | județul Dolj            | |
| Mănăstirea Mamu                                         |                   | județul Vâlcea          | |
| Mănăstirea Măgura-Jina                                  |                   | județul Sibiu           | |
| Mănăstirea Măgura Ocnei                                 | 1653              | județul Bacău           | |
| Mănăstirea Măinești                                     | 1805              | județul Olt             | |
| Mănăstirea Mălăiești                                    |                   | județul Prahova         | |
| Mănăstirea Mălinești                                    | secolul XIV       | județul Vaslui          | |
| Mănăstirea Mărcuș                                       | 1958              | județul Covasna         | |
| Mănăstirea Măxineni                                     | 1637              | județul Brăila          | |
| Mănăstirea Mestecăniș                                   | 1992              | județul Suceava         | |
| Mănăstirea Miclăușeni                                   |                   | județul Iași            | |
| Mănăstirea Mihai Vodă                                   | 1594              | municipiul București    | |
| Mănăstirea Moisei                                       | 1672              | județul Maramureș       | |
| Mănăstirea Moldovița                                    | 1532              | județul Suceava         | |
| Mănăstirea Moreni                                       | 1540              | județul Vaslui          | |
| Mănăstirea Morisena                                     | 2003              | județul Timiș           | |
| Mănăstirea Morunglavu                                   |                   | județul Vâlcea          | |
| Mănăstirea Mraconia (sau Mrăcuna)                       |                   | județul Mehedinți       | |
| Mănăstirea Muncelu                                      | 1993              | județul Alba            | |
| Mănăstirea Mușunoaile                                   | 1940              | județul Vrancea         | |
| Mănăstirea Nămăești                                     | 1386              | județul Argeș           | |
| Mănăstirea Neamț                                        | secolul XIV       | județul Neamț           | |
| Mănăstirea Nechit                                       | secolul XIX       | județul Neamț           | |
| Mănăstirea Negoiești                                    |                   | județul Călărași        | |
| Mănăstirea Negraia-Pătrângeni                           | 1761              | județul Alba            | |
| Mănăstirea Negru Vodă                                   | 1315              | județul Argeș           | |
| Mănăstirea Nicula                                       | secolul XVIII     | județul Cluj            | |
| Mănăstirea Nucet                                        |                   | județul Dâmbovița       | |
| Mănăstirea Nușeni                                       | 1992              | județul Bistrița-Năsăud | |
| Mănăstirea Oașa                                         | 1983              | județul Alba            | |
| Mănăstirea Orata                                        | 1953              | județul Suceava         | |
| Mănăstirea Ostrov                                       | 1520              | județul Vâlcea          | |
| Mănăstirea Pahomie                                      | 1684              | județul Vâlcea          | |
| Mănăstirea Parincea                                     | 1702              | județul Bacău           | |
| Mănăstirea Pasărea                                      | 1813              | județul Ilfov           | |
| Mănăstirea Parepa                                       |                   | județul Prahova         | |
| Mănăstirea Păltiniș                                     | 1930              | județul Sibiu           | |
| Mănăstirea Pătroaia Deal                                |                   | județul Dâmbovița       | |
| Mănăstirea Pătrunsa                                     | 1740              | județul Vâlcea          | |
| Mănăstirea Pângărați                                    | secolul XV        | județul Neamț           | |
| Mănăstirea Pârvești                                     | 1666              | județul Vaslui          | |
| Mănăstirea Peri                                         |                   | județul Maramureș       | |
| Mănăstirea Peștera Ialomiței                            | secolul XVI       | județul Dâmbovița       | |
| Mănăstirea Petridului                                   | 1278              | județul Cluj            | Romano-catolică, apoi ortodoxă română, apoi greco-catolică. Demolată în 1966.                                                                             |
| Mănăstirea Petroasa Mare                                |                   | județul Timiș           | |
| Mănăstirea Petru Vodă                                   | 1990              | județul Neamț           | |
| Mănăstirea Piatra Fântânele                             | 1994              | județul Bistrița-Năsăud | |
| Mănăstirea Piatra Sfântă                                | secolul XVIII     | județul Iași            | |
| Mănăstirea Piatra Tăieturii                             |                   | județul Suceava         | |
| Mănăstirea Pinul                                        |                   | județul Buzău           | |
| Mănăstirea Pissiota                                     | 1928              | județul Prahova         | |
| Mănăstirea Plăviceni                                    |                   | județul Teleorman       | |
| Mănăstirea Plătărești                                   | 1639 (1646)       | județul Călărași        | |
| Mănăstirea Plopana                                      | 2004              | județul Bacău           | |
| Mănăstirea Plumbuita                                    | 1560              | municipiul București    | |
| Mănăstirea Podul Bulgarului                             | 1940              | județul Buzău           | |
| Mănăstirea Poiana Brașov                                |                   | județul Brașov          | |
| Mănăstirea Poiana Mărului                               | 1730              | județul Buzău           | |
| Mănăstirea Poiana                                       |                   | județul Neamț           | |
| Mănăstirea Polovragi                                    | 1505              | județul Gorj            | |
| Mănăstirea Ponor                                        | -                 | județul Alba            | |
| Mănăstirea Popăuți                                      |                   | județul Botoșani        | |
| Mănăstirea Popânzălești                                 |                   | județul Dolj            | |
| Mănăstirea Portărița                                    | 1992              | județul Satu Mare       | |
| Mănăstirea Preasfânta Treime, Giroc                     | 2009              | județul Timiș           | Mănăstire de monahi, greco-catolică |
| Mănăstirea Predeal                                      | 1774              | județul Brașov          | |
| Mănăstirea Prilog                                       | 1998              | județul Satu Mare       | |
| Mănăstirea Prislop                                      | secolul XIII      | județul Hunedoara       | |
| Mănăstirea Probota                                      | 1530              | județul Suceava         | |
| Mănăstirea Putna                                        | 1466              | județul Suceava         | |
| Mănăstirea Radu Negru                                   | 1909              | județul Ialomița        | |
| Mănăstirea Radu Vodă                                    | 1568              | municipiul București    | |
| Mănăstirea Rafaila                                      | 1599              | județul Vaslui          | |
| Mănăstirea Rarău                                        | 1538              | județul Suceava         | |
| Mănăstirea Rătești                                      | 1634              | județul Buzău           | |
| Mănăstirea Războieni                                    | 1496              | județul Neamț           | |
| Mănăstirea Râmeț                                        | secolul XIV       | județul Alba            | |
| Mănăstirea Râncăciov                                    | 1498              | județul Argeș           | |
| Mănăstirea Râșca                                        | 1542              | județul Suceava         | |
| Mănăstirea Râșca Transilvană                            |                   | județul Cluj            | |
| Mănăstirea Recea (județul Vrancea)                      | 1685              | județul Vrancea         | |
| Mănăstirea Recea (județul Mureș)                        | 1984              | județul Mureș           | |
| Mănăstirea Robaia                                       | secolul XVI       | județul Argeș           | |
| Mănăstirea Rogoz                                        | secolul XVII      | județul Vrancea         | |
| Mănăstirea Rohia                                        | 1923              | județul Maramureș       | |
| Mănăstirea Rohița                                       | secolul XVIII     | județul Maramureș       | |
| Mănăstirea Rona de Sus                                  | 1992              | județul Maramureș       | |
| Mănăstirea Runc                                         | 1457              | județul Bacău           | |
| Mănăstirea rupestră Șinca Veche                         |                   | județul Brașov          | |
| Mănăstirea Sadova                                       | 1530              | județul Dolj            | Ortodoxă, română, viață de obște. |
| Mănăstirea Samurcășești                                 | 1808              | județul Ilfov           | |
| Mănăstirea Saon                                         | 1881              | județul Tulcea          | |
| Mănăstirea Savu                                         | 1800              | județul Bacău           | |
| Mănăstirea Săcuieni                                     |                   | județul Dâmbovița       | |
| Mănăstirea Săpânța-Peri                                 | 1993              | județul Maramureș       | |
| Mănăstirea Săraca                                       | 1443              | județul Timiș           | |
| Mănăstirea Sărăcinești                                  | 1688              | județul Vâlcea          | |
| Mănăstirea Sâmbăta de Sus                               | 1698              | județul Brașov          | |
| Mănăstirea Sânmartin                                    | 1660              | județul Mureș           | Ortodoxă, română, cu viață de obște. |
| Mănăstirea Scărișoara Nouă                              | 1991              | județul Satu Mare       | |
| Mănăstirea Schimbarea la Față, Cheile Turzii            | 1998              | județul Cluj            | |
| Mănăstirea Schimbarea la Față, Ilva Mare                | 1992              | județul Bistrița Năsăud | |
| Mănăstirea Secu                                         | 1602              | județul Neamț           | |
| Mănăstirea Sfânta Ana                                   | 1936              | județul Mehedinți       | |
| Mănăstirea din Valea Godinovei (sau Mănăstirea Vasiova) | 1905              | județul Caraș-Severin   | |
| Mănăstirea Sfânta Cruce                                 |                   | județul Bihor           | |
| Mănăstirea Sfânta Cuvioasă Parascheva                   |                   | municipiul București    | |
| Mănăstirea Sfânta Elena de la Mare                      | 1929              | județul Constanța       | Ortodoxă, română, cu viață de obște (maici). |
| Mănăstirea Sfânta Maria a Îngerilor                     |                   | județul Neamț           | |
| Mănăstirea Sfânta Treime din Soporu de Câmpie           | 1992              | județul Cluj            | |
| Mănăstirea Sfânta Treime (Strâmba)                      | 1597              | județul Gorj            | |
| Mănăstirea Sfântul Fanurie din Siliștea-Gumești         |                   | județul Teleorman       | |
| Mănăstirea Sfântul Filip                                | 2005              | județul Constanța       | Ortodoxă, română, cu viață de obște (călugări). |
| Mănăstirea Sfântul Gheorghe din Birda                   | 1623              | județul Timiș           | |
| Mănăstirea Sfântul Gheorghe din Giurgiu                 |                   | județul Giurgiu         | |
| Mănăstirea Sfântul Gheorghe - Țigănești                 | 2004              | județul Teleorman       | |
| Mănăstirea Sfântul Ilie                                 | 1930              | județul Caraș-Severin   | |
| Mănăstirea Sfântul Ilie - Dealul Mare                   |                   | județul Maramureș       | |
| Mănăstirea Sfântul Ioan Botezătorul din Pianu de Sus    | 1993              | județul Alba            | |
| Mănăstirea Sfântul Ioan Botezătorul                     | 1929              | județul Alba            | |
| Mănăstirea Sfântul Ioan Casian                          | 2001              | județul Constanța       | |
| Mănăstirea Sfântul Ioan cel Nou                         | 1514              | județul Suceava         | |
| Mănăstirea Sfântul Ioan Rusul                           |                   | județul Giurgiu         | |
| Mănăstirea Sfântul Mina din Roșiori                     | ???               | județul Suceava         | |
| Mănăstirea Sfântul Pantelimon din Siliștea-Gumești      |                   | județul Teleorman       | |
| Mănăstirea Sfântul Siluan Athonitul                     | ???               | județul Iași            | |
| Mănăstirea Sfântul Sava                                 | ???               | județul Bacău           | |
| Mănăstirea Sfântul Ștefan cel Mare                      |                   | județul Bacău           | |
| Mănăstirea Sfântul Vasile cel Mare                      |                   | județul Suceava         | |
| Mănăstirea Sfintei Cruci                                | 1992              | județul Bihor           | |
| Mănăstirea Sfinții Apostoli Petru și Pavel din Parva    | ???               | județul Bistrița-Năsăud | |
| Mănăstirea Sfinții Apostoli Petru și Pavel, Rebra-Parva | 1993              | județul Bistrița-Năsăud | |
| Mănăstirea Sfinții Apostoli Petru și Pavel (Huși)       | 1494              | județul Vaslui          | |
| Mănăstirea Sfinții Arhangheli Mihail și Gavriil         | 1802              | județul Galați          | |
| Mănăstirea Sfinții Trei Ierarhi din Iași                | 1635              | județul Iași            | |
| Mănăstirea Sfinții Voievozi                             | 1634              | județul Ialomița        | |
| Mănăstirea Sighișoara                                   |                   | județul Mureș           | |
| Mănăstirea Sihastru                                     | 1768              | județul Vrancea         | |
| Mănăstirea Sihăstria                                    | 1655              | județul Neamț           | |
| Mănăstirea Sihăstria Putnei                             | secolul XVII      | județul Suceava         | |
| Mănăstirea Sihăstria Rarăului                           | secolul XVI       | județul Suceava         | |
| Mănăstirea Sihăstria Tarcăului                          | ???               | județul Neamț           | |
| Mănăstirea Sihăstria Voronei                            | secolul XVII      | județul Botoșani        | |
| Mănăstirea Sihla                                        | ???               | județul Neamț           | |
| Mănăstirea Sinaia                                       | 1690              | județul Prahova         | |
| Mănăstirea Sita Buzăului                                |                   | județul Covasna         | |
| Mănăstirea Sitaru                                       | 1627              | județul Ilfov           | |
| Mănăstirea Slatina                                      | 1553              | județul Suceava         | |
| Mănăstirea Slănic                                       | 1679              | județul Argeș           | |
| Mănăstirea Slătioara                                    | 1947              | județul Suceava         | Stil vechi |
| Mănăstirea Slătioara (stil nou)                         |                   | județul Suceava         | |
| Mănăstirea Slătioarele                                  | 1568              | județul Vâlcea          | biserică parohială din secolului XIX |
| Mănăstirea Slobozia                                     | 1612              | județul Ialomița        | |
| Mănăstirea Snagov                                       | 1408              | județul Ilfov           | |
| Mănăstirea Soveja                                       | 1645              | județul Vrancea         | |
| Mănăstirea Stavnic                                      |                   | județul Iași            | |
| Mănăstirea Stavropoleos                                 |                   | municipiul București    | |
| Mănăstirea Stănești                                     |                   | județul Vâlcea          | |
| Mănăstirea Stănișoara                                   | 1747              | județul Vâlcea          | |
| Mănăstirea Stelea                                       | 1582              | județul Dâmbovița       | |
| Mănăstirea Strâmba                                      | secolul XV        | județul Sălaj           | |
| Mănăstirea Strehaia                                     | 1645              | județul Mehedinți       | |
| Mănăstirea Strehareț                                    | 1668              | județul Olt             | |
| Mănăstirea Strigoi                                      | 1937              | județul Bacău           | |
| Mănăstirea Strunga                                      | 2005              | județul Constanța       | |
| Mănăstirea Sucevița                                     | secolul XVI       | județul Suceava         | |
| Mănăstirea Surpatele                                    | secolul XVI       | județul Vâlcea          | |
| Mănăstirea Suzana                                       | 1740              | județul Prahova         | |
| Mănăstirea Șatra                                        | 1990              | județul Maramureș       | |
| Mănăstirea Șumuleu Ciuc                                 | secolul al XV-lea | județul Harghita        | Franciscană |
| Mănăstirea Tarcău                                       | 1832              | județul Neamț           | |
| Mănăstirea Tazlău                                       |                   | județul Neamț           | |
| Mănăstirea Tarnița                                      | secolul XIX       | județul Vrancea         | |
| Mănăstirea Tăriceni                                     |                   | județul Călărași        | |
| Mănăstirea Tătărăști                                    |                   | județul Teleorman       | |
| Mănăstirea Techirghiol                                  | 1951              | județul Constanța       | |
| Mănăstirea Teiuș                                        |                   | județul Caraș-Severin   | |
| Mănăstirea Teodoreni                                    |                   | județul Suceava         | |
| Mănăstirea Teț                                          | 1955              | județul Alba            | |
| Mănăstirea Timișeni                                     | 1944              | județul Timiș           | |
| Mănăstirea Tisa-Silvestri                               | 1772              | județul Bacău           | |
| Mănăstirea Tismana                                      | 1364              | județul Gorj            | |
| Mănăstirea Todireni                                     | 1597              | județul Suceava         | |
| Mănăstirea Toflea                                       |                   | județul Galați          | |
| Mănăstirea Toplița                                      | 1910              | județul Harghita        | |
| Mănăstirea Topolnița                                    | 1646              | județul Mehedinți       | |
| Manastirea Topolog                                      | 2005              | judetul Tulcea          | |
| Mănăstirea Trei Ierarhi                                 | 1635              | județul Iași            | |
| Mănăstirea Trivale                                      | secolul XV        | județul Argeș           | |
| Mănăstirea Trotușanu                                    | 1808              | județul Vrancea         | |
| Mănăstirea Turnu                                        | secolul XV        | județul Vâlcea          | |
| Mănăstirea Turnu Prahova                                |                   | județul Prahova         | |
| Mănăstirea Turnu Roșu                                   | 1700              | județul Sibiu           | |
| Mănăstirea Tutana                                       |                   | județul Argeș           | |
| Mănăstirea Țigănești (județul Ilfov)                    | secolul XVII      | județul Ilfov           | |
| Mănăstirea Țeghea                                       | 1995              | județul Satu Mare       | călugărițe |
| Mănăstirea Uspenia                                      | 1840              | județul Tulcea          | |
| Mănăstirea Valea Mare                                   | 1998              | județul Covasna         | Ortodoxă, română, cu viață de obște (călugări). |
| Mănăstirea Valea Mănăstirii                             | 1510              | județul Argeș           | |
| Mănăstirea Valea Neagră                                 | 1775              | județul Vrancea         | |
| Mănăstirea Vasiova                                      | 1905              | județul Caraș-Severin   | |
| Mănăstirea Văleni                                       | 1692              | județul Argeș           | |
| Mănăstirea Văratec                                      | 1785              | județul Neamț           | |
| Mănăstirea Vărbila                                      | 1510              | județul Prahova         | |
| Mănăstirea Vărzărești                                   | secolul XVII      | județul Vrancea         | |
| Mănăstirea Vedea                                        | 2006              | Județul Argeș           | Mănăstire de maici, viață de obște |
| Mănăstirea Vieroși                                      | 1573              | județul Argeș           | |
| Mănăstirea Viforâta                                     | 1532              | județul Dâmbovița       | |
| Mănăstirea Vișina                                       | 1519              | județul Gorj            | |
| Mănăstirea Vladimirești                                 | 1938              | județul Galați          | |
| Mănăstirea Vizantea                                     | 1584              | județul Vrancea         | Ortodoxă, română, desființată în 1864. |
| Mănăstirea Vlădiceni                                    | 1415              | județul Iași            | |
| Mănăstirea Vodița                                       | 1374              | județul Mehedinți       | |
| Mănăstirea Voivodeni                                    | 2002              | județul Sălaj           | Ortodoxă, română, cu viață de obște (călugări). |
| Mănăstirea Voivozi                                      | 1946              | județul Bihor           | |
| Mănăstirea Vorona                                       | 1793              | județul Botoșani        | |
| Mănăstirea Voroneț                                      | 1488              | județul Suceava         | |
| Mănăstirea Vovidenia                                    | secolul XVI       | județul Vaslui          | |
| Mănăstirea Zamca                                        | 1606              | județul Suceava         | |
| Mănăstirea Zamfira                                      | 1721              | județul Prahova         | |
| Mănăstirea Zemeș                                        | 1937              | județul Bacău           | Ortodoxă, română, cu viață de obște (călugări). |
| Mănăstirea Zosin                                        | 1779              | județul Botoșani        | Ortodoxă, română, cu viață de obște (călugări). |
| Mănăstirea Zlatița                                      | 1225              | județul Caraș-Severin   | Ortodoxă, sârbă, nu are viață monahală. |

## Foste mănăstiri
- Mănăstirea Seaca-Mușetești, în prezent este biserică [152][153]